# Iker Muniain
Iker Muniain Goñi [ˈiker muniˈain ˈgoɲi], född 19 december 1992, är en spansk fotbollsspelare som spelade för Athletic Bilbao i La Liga. Han var kapten när Athletic Bilbao vann Copa del Rey 2024.